# Szociálsovinizmus
A szociálsovinizmus az első világháború éveiben a szociáldemokrata pártokban megjelenő eszmeáramlat, amely a nemzetközi munkásszolidaritással szakítva, „a haza védelmére” hivatkozva a nemzeti érdekek alá rendelte az osztályharcot. Ennek jegyében született a német Burgfrieden és a francia L'union sacrée, amelyek keretében a baloldali pártok és mozgalmak többsége beleegyezett, hogy a háború alatt nem kritizálja a kormányt és nem szervez sztrájkokat. A szociálsovinizmus kifejezést az ezt kritizáló, opportunistának tekintő baloldali politikusok, teoretikusok használták, akik úgy vélték, hogy az „imperialista” háborút polgárháborúvá kell változtatni. Ez utóbbiak közé tartozott például Lenin, Karl Liebknecht, Rosa Luxemburg, Franz Mehring.